# العنف على المرأة في تاميل نادو
يشمل العنف على المرأة في تاميل نادو المعاكسة، الخطف، العنف المرتبط بالمهر والعنف الأسري. سجلت تقارير الشرطة 1.130 حالة عنف خلال أول سبعة أشهر من عام 2013، مقارنة ب 860 حالة في نفس الفترة من عام 2012. في ايوزايلامباتي تالوك هناك ما يقارب 6.000 طفلة قتلن على مدى عامين خلال العامين 1987-1988، وتعتبر أكبر عدد حالات قتل للإناث تم تسجيلها.
الأسباب الرئيسية الكامنة وراء العنف على المرأة هو الاعتقاد بأن النساء المتزوجات هن ملك أزواجهن. كما يعتقد أن تعاطي الكحول والصورة التي تقدم بها المرأة في المجتمع وفي الأفلام باعتبارها أداة للجنس هم عوامل رئيسية للعنف على المرأة.
تاميل نادو هي أول ولاية هندية تُنشئ «مراكز شرطة نسائية» للتعامل مع جرائم العنف على المرأة. بعد قضية الاغتصاب الجماعي في دلهي 2012 التي اغتضبت فيها فتاة في حافلة متحركة والتي أدت إلى وفاتها، كشفت حكومة تاميل نادو النقاب عن خطة عمل مكونة من 13 نقطة وتشمل أجهزة التليفزيون ذات الدوائر المغلقة في جميع المباني العامة وأماكن احتجاز الجناة في قانون جونداس لعام 1982، الذي يقوم بحبس الجناة دون السماح بالخروج بكفالة لمدة تصل إلى سنة واحدة. تريد الحكومة زيادة المراقبة لحركة المهر. يمكن للحكومة أن تقترح طريقة للحد من العنف على المرأة من خلال رفض الزواج (يمكن أن تعطي الحكومة مكافأة لمن يرفض المهر، والعنف على المرأة إلخ.) وهذا سيساعد الحكومة بالتأكيد.

## العنف
أظهرت إحصائيات الجريمة التي أجريت في تاميل نادو أن تصنيفات العنف على المرأة تتمثل في الاغتصاب، الوفيات المرتبطة بالمهر، المعاكسة، الخطف، التحرش الجنسي والاعتداء الجنسي من قبل الزوج وأقاربه. أثناء الفترة من يناير إلى يوليو 2013، سجلت تقارير الولاية 1.130 حالة عنف مقارنة ب860 حالة في نفس الفترة عام 2012. عدد حالات الاغتصاب التي حدثت أثناء نفس الفترة هي 436 حالة، متضمنة 42 حالة في فيلوبورام، 32 حالة في تشيناي و11 حالة في كويمباتور. كما أظهرت تقارير الشرطة أن هناك تراجع في حالات الاغتصاب والاختطاف وتزايد بنسبة 32 في المئة في حالات العنف التي تحدث من الزوج أو الأقرباء. ووفقا ً لتقرير الجريمة الصادر عن شرطة تاميل نادو في عام 2007، سجلت الشرطة مجموعة 6.612 حالة عنف على المرأة، وهي أكثر بنسبة 39 في المئة من الحالات التي سجلتها في عام 2006. ومن بين هذه الحالات، فإن أعمال العنف التي يرتكبها الزوج والأقارب والإيذاء الجنسي تمثل 53 في المئة من الحالات. وتشمل القوانين ذات الصلة التي قُدمت بموجبها قضايا قانون «التصوير غير اللائق للمرأة»، وقانون منع زواج الأطفال، وقانون تاميل ناو لمنع التحرش بالمرأة (المعدل) في عام 2002، قانون تاميل نادو منع التحرش الجنسي للمرأة لعام 2000، وقانون منع المهر. الأقسام المتعلقة بقانون العقوبات الهندي التي تتعلق بالنساء هي IPC 376 خاص بالاغتصاب، IPC 363 - 373 خاص بالاختطاف والتغرير، 302/304-B خاص بقتل الإناث أو محاولات قتلهن بسبب المهر، 498-A خاص بالعنف من قبل الزوج أو الأقارب، 354 خاص بالابتهاج بالتحرش، 509 خاص بالتحرش الجنسي، 366 خاص بالاتجار بالفتيات حتى 21 عام. في عام 2007، قامت شرطة الولاية بتقديم 523 حالة اغتصاب (7.91٪)، 718 حالة تتعلق بالخطف والتغرير (16.59٪)، 187 حالة وفيات بسبب المهر (3.15٪)، 1,247 حالة بسبب العنف من قبل الأزواج والأقارب (29.89٪)، 1,179 حالة تتعلق بالمضايقات ( 23.29 ٪)، 852 حالة تحرش جنسي (13.23 ٪)، 35 حالة نتيجة للتمثيل غير لائق للمرأة (0.38 ٪) و81 تتعلق بمنع المهر (5.57 ٪). بين المناطق، سجلت تشيناي الحد الأقصى 705 حالة عنف في حين نليجريس كانت لديها الحد الأدنى 40 حالة. الحد الأقصى لأعمار الضحايا يتراوح ما بين 19-30 سنة بنسبة 62.41 ٪، تليها الفئة العمرية 15-18 سنة بنسبة 19.36 ٪ و11-14 سنة عند 7.71 ٪.